# Robert Seymour

Robert Seymour; Selbstporträt

Robert Seymour (* 1798 in Somerset, England; † 20. April 1836 in Islington) war ein Illustrator der Werke von Charles Dickens und ein Karikaturist.

## Familie
Seymour war zweiter Sohn von Henry Seymour und Elizabeth Bishop. Bald nach dem Umzug nach London starb Henry Seymour und ließ seine Frau, zwei Söhne und eine Tochter verarmt zurück. Im Jahre 1827 starb auch Roberts Mutter. Er heiratete seine Cousine Jane Holmes, mit der er zwei Kinder, Robert und Jane, hatte.

## Wirken
Nach dem Todes seines Vaters begann Seymour eine Lehre als Musterzeichner bei einem Herrn Vaughan in der Duke Street, Smithfield, London. Beeinflusst durch den Maler Joseph Severn entwickelte er während häufiger Besuche bei seinem Onkel Thomas Holmes von Hoxton den Ehrgeiz, ein professioneller Maler zu werden. Dies gelang ihm 1822 im Alter von 24 Jahren, als sein Gemälde einer Szene aus Torquato Tassos Das befreite Jerusalem mit über 100 Figuren bei der Royal Academy ausgestellt wurde.
Er erhielt den Auftrag, die Werke von Shakespeare, Milton, Cervantes und Wordsworth zu illustrieren. Daneben produzierte er zahlreiche Porträts, Miniaturen, Landschaften usw., wie man in zwei Skizzenbücher sehen kann, die im Victoria and Albert Museum ausgestellt sind. Auch nachdem die Royal Academy das zweite von ihm eingereichte Werk abgelehnt hatte, malte er weiterhin in Öl. Er erlernte die Technik des Kupferstichs und begann, mit Illustrationen für Bücher seinen Lebensunterhalt zu verdienen.
Von 1822 bis 1827 schuf Seymour Zeichnungen zu einer breiten Palette von Themen; dazu gehörten Poesie, Melodramen, Kinderbücher, topographische und wissenschaftliche Werke. Ein regelmäßiger Nachschub solcher Aufträge ermöglichte ihm, bequem zu leben. Im Jahre 1827, als seine Mutter starb und er heiratete, gingen seine Verleger Knight and Lacey bankrott, die ihm noch einen erheblichen Geldbetrag schuldeten.

### Radierung und Kupferstich
Im Jahre 1827 erhielt Seymour eine dauerhafte Beschäftigung, als seine Radierungen und Kupferstiche von dem Verleger Thomas McLean akzeptiert wurden. Er lernte, Radierungen auf den neumodischen Stahlplatten herzustellen, und spezialisierte sich dann auf Karikaturen und andere humorvolle Themen. Nachdem er die Kunst der Radierung beherrschte, schuf Seymour ab 1830 Lithografien als Einzeldrucke und Buchillustrationen. Er wurde von McLean eingeladen, die Karikaturen-Zeitschrift Looking Glass zu produzieren, die bisher von William Heath durchgehend mit Stichen illustriert worden war. Für diese Zeitschrift lithografierte Seymour in den folgenden sechs Jahren bis zu seinem Tod jeden Monat vier große Blätter, auf denen sich in der Regel jeweils mehrere Zeichnungen befanden.

### Konflikte mit demFigaro
Ab 1831 arbeitete Seymour für eine neue Zeitschrift namens Figaro in London (ein Vorläufer des Punch) und erstellte 300 humorvolle Zeichnungen und politische Karikaturen als Ergänzung der Texte des Besitzers und Herausgebers Gilbert Abbott à Beckett (1811–1856) zu aktuellen Ereignissen und politischen Tagesthemen. À Beckett war ein Freund von Charles Dickens und Verleger von George Cruikshank. Die Partnerschaft endete 1834, als à Beckett schwere finanzielle Einbußen erlitt, ausstehende Zahlungen an Seymour verweigerte und eine öffentliche Kampagne mit grausamen Verleumdungen in Gang setzte. Seymour resignierte und kehrte erst zurück, als Henry Mayhew à Beckett als Figaro-Editor ersetzte. Diese demütigenden öffentlichen Verleumdungen führten dazu, dass der Gerichtsmediziner Selbstmord als Ursache für Seymours Tod ansah.

### Beliebter herausragender Illustrator
Dennoch galt Seymour jetzt als ein ebenso hervorragender Illustrator wie George Cruikshank und als einer der größten Künstler seit William Hogarth. Auf dem Höhepunkt seines Wohlstands begann Seymour 1834 mit der unabhängigen Veröffentlichung einer neuen Serie von Lithografien. Diese Zeichnungen stellen Expeditionen von Cockneys mit zu viel Ausrüstung und zu wenig Erfahrung dar, die Katzen, Vögel und streunende Schweine zu Fuß und auf dem Pferd verfolgen, so wie er sie bei seinen Angel- und Schießexpeditionen 1827 mit seinem Freund Cruikshank erlebt hatte.

### Die Pickwickier
Seymour setzte diese populären Themen fort und schuf für Edward Chapman von Chapman and Hall Radierungen, in denen er die Aktivitäten eines Sportclubs darstellte. Chapman war damit einverstanden, dass die Arbeiten monatlich mit beschreibenden Texten von Charles Dickens veröffentlicht werden sollten. Der erste Teil des neuen Werkes Die Pickwickier (Originaltitel The Posthumous Papers of the Pickwick Club, auch bekannt als Pickwick Papers oder Pickwick) erschien, aber noch vor der zweiten Ausgabe verstarb Seymour am 20. April 1836 im Alter von 38 Jahren. Offiziell hieß es, dass Robert Seymour mit einem Jagdgewehr in seinem Sommerhaus hinter seiner Wohnung in der Liverpool Road in Islington erschossen wurde. Nach der Untersuchung des Gerichtsmediziners, die zwei Tage später am 22. April 1836 erfolgte, war die Ursache für Seymours Tod „Zeitweiliges Irresein“, ein beschönigender Ausdruck für Suizid. Wegen der grausamen Gesetze der damaligen Zeit erhielt Robert Seymour daraufhin kein religiöses Begräbnis. Außerdem verlor seine Familie alle Besitzrechte und seine Witwe infolgedessen den Anspruch auf seine Autorenhonorare.
Als Chapman die Pickwickier, die inzwischen zu einem Bestseller geworden waren, in Buchform erneut herausbrachte, fügte er eine Erklärung von Dickens hinzu: “Mr. Seymour never originated or suggested an incident, a phrase, or a word to be found in this book. Mr. Seymour died when only twenty-four pages of this book were published, and when assuredly not forty-eight were written. […] All of the input from the artist was in response to the words that had already been written.” (deutsch: „Herr Seymour hat nicht ein einziges Ereignis, nicht einen Satz und nicht ein Wort in diesem Buch erfunden oder angeregt. Herr Seymour starb, als erst 24 Seiten dieses Buches veröffentlicht und ganz sicher weniger als 48 geschrieben waren. […] Sämtliche Beiträge des Künstlers waren eine Antwort auf die Worte, die bereits geschrieben waren.“) Robert Seymours Zeichnung Die Pickwickier in Wardles Küche, die eine Episode auf Seite 50 illustriert, also drei Monate nach seinem Tod erschien, liefert jedoch den offensichtlichen Gegenbeweis zu Dickens’ Darstellung.

## Nachrufe
“The success of the Pickwick Papers was due more to the artists pencil than the author’s pen; it is not generally known that the poor Seymour conceived the characters of Sam Weller and Pickwick before a line of the work was written”

„Der Erfolg der Pickwick Papers ist mehr dem Stift des Künstlers als der Feder des Autors zu verdanken. Es ist nicht allgemein bekannt, dass der arme Seymour die Personen Sam Weller und Pickwick erfand, bevor eine einzige Zeile des Werkes geschrieben war.“

“Seymour first furnished the idea of Pickwick Papers. Mr. Dickens wrote the first numbers to his plates. / Seymour was one of the greatest artists since the days of Hogarth”

„Seymour lieferte die ersten Ideen zu den Pickwick Papers. Herr Dickens schrieb die ersten Kapitel an Hand seiner Stiche. […] Seymour war einer der bedeutendsten Künstler seit den Tagen von Hogarth.“